# Гринхофф, Джимми
Джеймс Гри́нхофф (англ. James Greenhoff; родился 19 июня 1946 года в Барнсли, Саут-Йоркшир), более известный как Джи́мми Гри́нхофф (англ. Jimmy Greenhoff) — английский футболист, нападающий. Сыграл в различных лигах национальных чемпионатов почти 600 матчей.

## Футбольная карьера
Джимми начал играть в футбол на позиции крайнего полузащитника за «Барнсли Скулбойз», выиграв с командой Кубок Йоркшира и Кубок английских школ. В июне 1961 года 15-летний Гринхофф подписал любительский контракт с «Лидс Юнайтед», а в августе 1963 года — профессиональный контракт. В «Лидсе» Джимми начинал играть в полузащите, но впоследствии перешёл на позицию центрального нападающего. В августе 1968 года он перешёл в «Бирмингем Сити» за £70 000. На тот момент «Сити» находился на 17-м месте во Втором дивизионе. Переход Джимми дал команде новый импульс и «Бирмингем» завершил сезон на 6-м месте. Всего в этом сезоне Гринхофф забил за «Сити» 14 мячей, включая «покер» в ворота «Фулхэма» 5 октября 1968 года.
В августе 1969 года Джимми перешёл в клуб Первого дивизиона «Сток Сити» за £100 000. В составе «гончаров» Гринхофф выиграл финал Кубка Лиги 1972 года против «Челси». Всего в матчах чемпионата за «Сток Сити» он забил 76 голов, включая потрясающий гол с дальней дистанции в ворота «Бирмингем Сити» в декабре 1974 года (признанный голом сезона). 12 ноября 1976 года Гринхофф перешёл в «Манчестер Юнайтед» за £100 000, где уже выступал его брат Брайан.
Главный тренер «Манчестер Юнайтед» Томми Дохерти использовал опытного Джимми Гринхоффа на позиции центрфорварда в связке со Стюартом Пирсоном. Джимми был одним из самых опытных атакующих футболистов «Юнайтед» того состава, который во многом состоял из молодых игроков вроде Сэмми Макилроя, Стива Коппелла и Гордона Хилла. В 1977 году, как и год назад, «Юнайтед» дошёл до финала Кубка Англии, в котором встретился в «Ливерпулем». «Манчестер Юнайтед» выиграл в этом матче со счётом 2:1 (голы за «Юнайтед» забили Стюарт Пирсон и Джимми Гринхофф). В 1979 году «Юнайтед» вновь сыграл в финале Кубка Англии, но уступил в нём «Арсеналу» со счётом 3:2. В этом же году Джимми был признан болельщиками «Юнайтед» лучшим клубным футболистом года. В декабре 1980 года Брайан покинул «Манчестер Юнайтед», перейдя в клуб «Кру Александра». Всего за «Юнайтед» он провёл 123 матча и забил 36 мячей.
После нескольких месяцев, проведённых в «Кру Александра», Джимми перебрался в клуб Североамериканской футбольной лиги «Торонто Близзард» в марте 1981 года. В августе 1981 года он вернулся в Англию, где начал играть за «Порт Вейл». В марте 1983 года он стал играющим тренером в клубе «Рочдейл», где также выступал его брат. Годом спустя он покинул команду, перейдя в тренерский штаб «Порт Вейл». После этого он завершил футбольную и тренерскую карьеру и занялся страховым бизнесом, организовав компанию «Greenhoff, Peutz and Co».
Кроме выступлений за различные клубы, Гринхофф вызывался в молодёжную сборную Англии (до 23 лет), сыграв за неё пять матчей, но так и не сыграл за основную сборную.

## Достижения
«Сток Сити»
- Обладатель Кубка Футбольной лиги: 1972

«Манчестер Юнайтед»
- Обладатель Кубка Англии: 1977